# Mont-rosièr (Tarn)
Montrosièrs (en francès Montrosier) és un municipi francès situat al departament del Tarn i a la regió d'Occitània.

## Demografia
| 1962                                       | 1968 | 1975 | 1982 | 1990 | 1999 | 2006 |
| ------------------------------------------ | ---- | ---- | ---- | ---- | ---- | ---- |
| 42                                         | 52   | 48   | 34   | 27   | 34   | 31   |
| Des de 1962: població sense dobles comptes |      |      |      |      |      |      |

## Administració
| Període   | Identitat        | Partit |
| --------- | ---------------- | ------ |
| 2001-2008 | Francis Cassan   |        |
| 2008-     | Jean-Pierre Céré |        |